# فرانسیس کامپانه
فرانسیس کامپانه (فرانسوی: Francis Campaner‎؛ زادهٔ ۱ فوریهٔ ۱۹۴۶) دوچرخه‌سوار اهل فرانسه است.